# Гришко, Юрий Дмитриевич
Ю́рий Дми́триевич Гришко́ (1 мая 1935, Мурманск, Мурманский округ, Ленинградская область, РСФСР, СССР — 8 декабря 2018, Липецк, Россия) — липецкий скульптор, народный художник РСФСР (1990), почётный гражданин Липецка, действительный член Российской Академии художеств (2007), кавалер ордена Дружбы, лауреат областной премии имени И. Бунина, член-корреспондент Петровской Академии наук и искусств. 
Автор ряда памятников.

## Биография
Ю. Д. Гришко родился 1 мая 1935 года в Мурманске. В 1956 году окончил Саратовское художественное училище. В Липецке с 1958 года.
В 1962 году за скульптуру «Проба чугуна» Гришко был награждён II премией ЦК ВЛКСМ.
В 1970-е годы появились памятник комиссару А. А. Вермишеву в Ельце (1970), монументальная композиция «Металлурги» (1978), декоративная композиция «Отдыхающая» (1974).
В 1990-е годы Гришко выполнил памятники русским писателям — М. М. Пришвину в селе Пальна-Михайловка, И. А. Бунину в Ельце, интерьерный памятник Л. Н. Толстому в Липецком академическом театре драмы им. Л. Н. Толстого, А. С. Пушкину, памятник погибшим летчикам Кривенкову и Шерстобитову (совместный проект со скульптором И. Мазуром).
К 300-летнему юбилею Липецка в 2003 году на пяти въездах (Воронежском, Лебедянском, Чаплыгинском, Грязинском и Усманском шоссе) установлены знаки в виде 18-метровой стелы, увенчанной гербом Липецка.
2013 год. Памятник Михаилу Наролину в сквере на пересечении улиц Ленина и Желябова (совместно с Мазур И. М.).
Скончался 8 декабря 2018 года. Похоронен в Липецке на аллее почётных граждан старого Косырёвского кладбища.